# Límit convergent

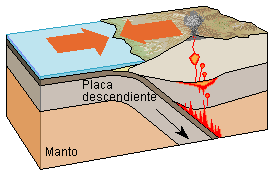
Límit convergent (convergència oceànica-continental).

Un límit convergent o destructiu (tectònica de plaques), és la línia de xoc entre dues o més plaques litosfèriques.
Quan en el límit convergent una de les plaques de la litosfera s'enfonsa per sota de l'altra consumint-se en el mantell, es parla de subducció. La zona de subducció es defineix per un pla on hi ha una forta activitat sísmica, anomenat zona o pla de Wadati–Benioff.
Aquests tipus de límits comporten la formació de serralades i estan associats a zones d'activitat volcànica i sísmica originades per la fricció de les dues plaques.

El punt d'intersecció de les dues plaques s'anomena zona de subducció i és allí on s'acumulen els sediments en una estructura anomenada prisma d'acreció.

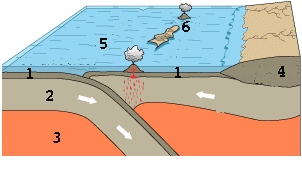
Convergència oceánica-oceánica. 1.- Escorça oceànica; 2.- Litosfera; 3.- Astenosfera; 4.- Escorça continental; 5.- Fossa oceànica; 6.- Arc d'illes volcàniques.

Hi ha plaques litosfèriques continentals i oceàniques. L'escorça de les plaques continentals és força més gruixuda, però menys densa que no pas l'oceànica.
Quan les plaques conflueixen hi pot haver tres tipus de xoc:
- Dues plaques oceàniques xoquen entre elles (oceànica-oceànica)
- Una placa oceànica xoca amb una placa continental (oceànica-continental)
- Dues plaques continentals xoquen entre si (continental-continental).[3][4]